# Nurdachhaus
Ein Nurdachhaus ist eine Form für Häuser, bei denen die Dachflächen weit hinunter reichen und die Dachtraufe knapp über dem Erdboden liegt. Dabei ruht das Dach meist auf einem kurzen Kniestock. Es entsteht jedoch insbesondere von außen der Eindruck, dass neben den Giebelseiten keine senkrechten Seitenwände bestehen. Der Haustyp ist bereits seit der Jungsteinzeit bekannt und wurde immer wieder modifiziert. Durch Fortschritte im Stahl- und Holzbau (insbesondere Einsatz von Brettschichtholzbindern) ist die Architektur der Nurdachhäuser seit dem Beginn des neuen Jahrtausends vielfältiger geworden.     

## Beispiele
- Das Clyde Auditorium in Glasgow, Schottland
- Die heutige Tesla-Niederlassung in Dortmund am Flughafen[2], ehedem erbaut als Porsche-Zentrum
- Das „Haus Daheim“ am Möhnesee an der Körbecker Südseite
- Das Frammuseum in Oslo (Norwegen)
- Das Hutchinson Auditorium in Tampa, Florida[3]
- Der Louvre-Eingang
- Wohnhaussiedlung in Sophiental (Wendeburg)[4]
- Worpsweder Käseglocke
- Walgebäude in Friedrichskoog
- St.-Ansgar-Kirche in Schneverdingen

Daneben gibt es Bauten, die streng genommen nur annähernd ein Nurdachhaus sind, aber der Ästhetik eines Nurdachhauses folgen, Beispiele:
- Kirche Schönow
- Evangelische Kirche Alt-Lietzow
- Christuskirche in Friedrichskoog
- Heilig-Geist-Kirche in Schwarmstedt

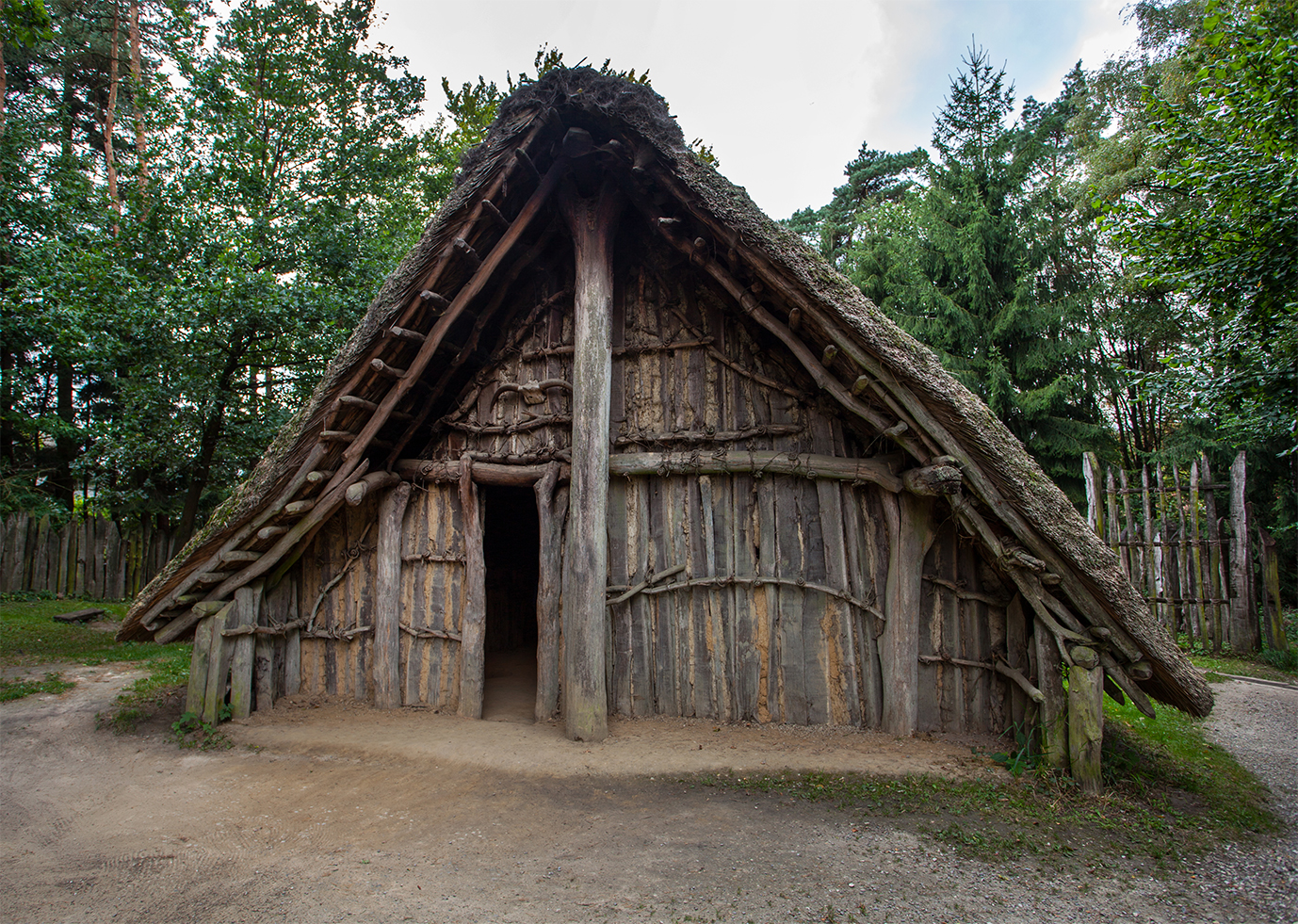
Jungsteinzeitliches Langhaus, Archäologisches Freilichtmuseum Oerlinghausen
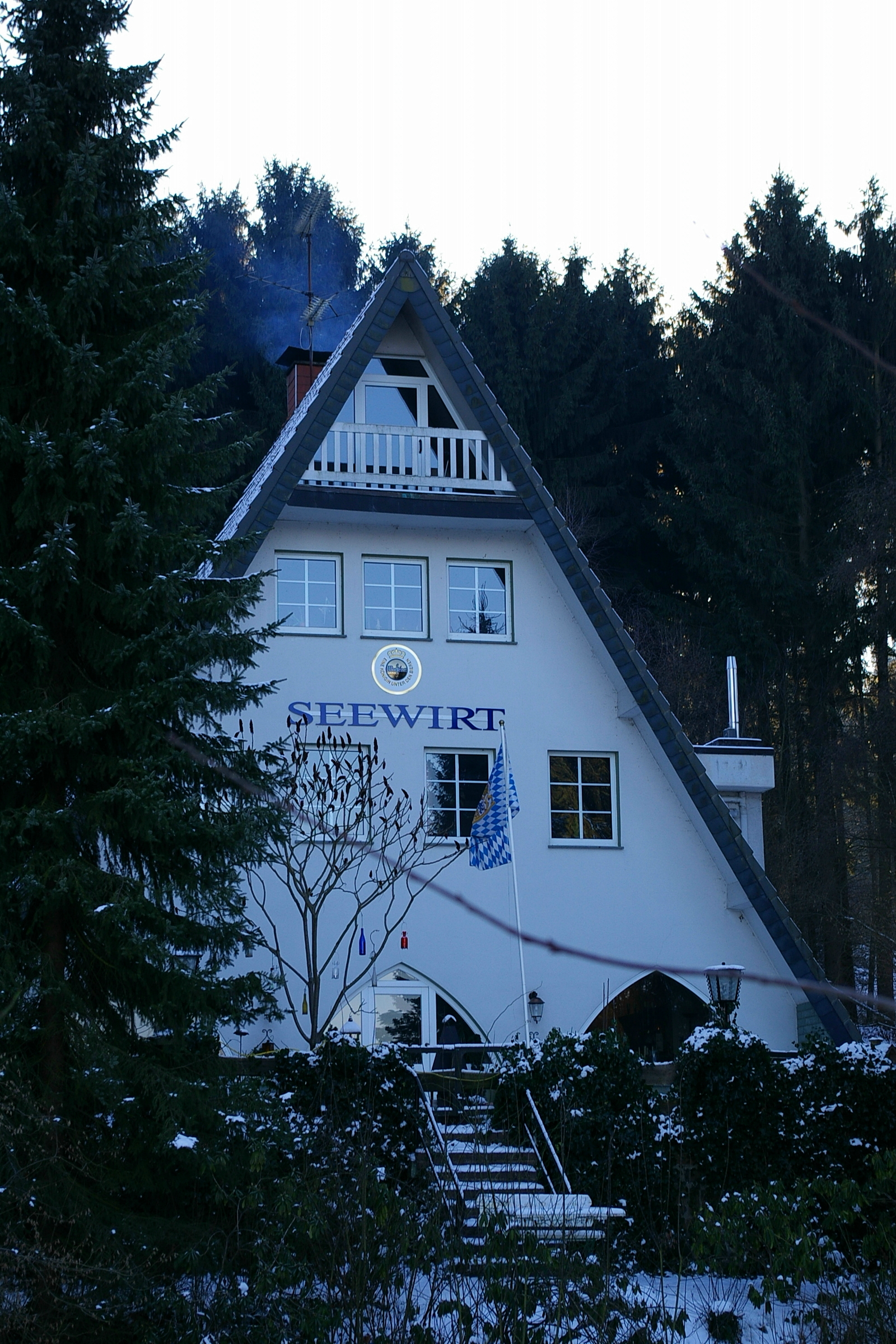
Haus Daheim, Möhnesee-Südufer (fertiggestellt 1927)
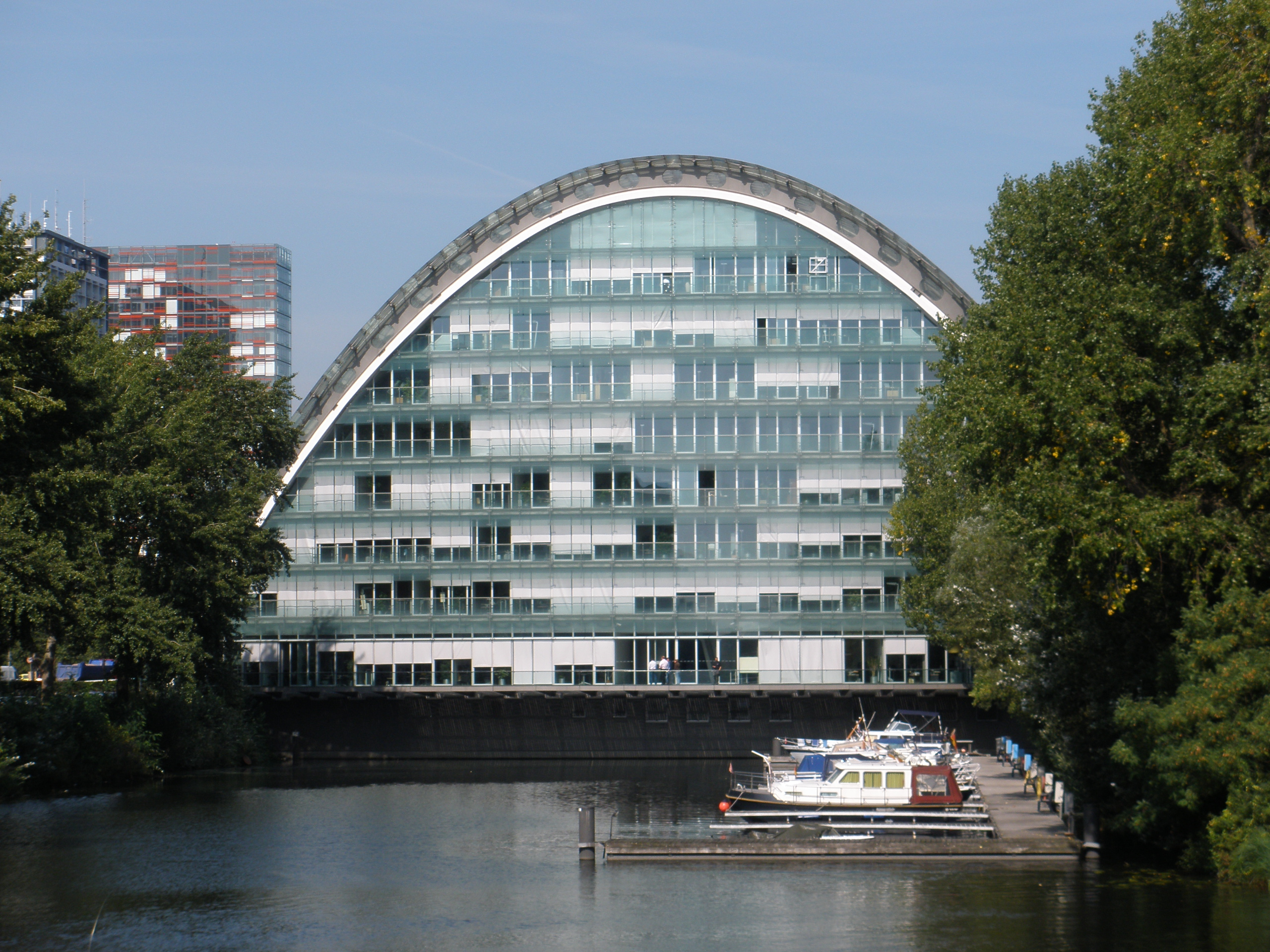
Bürohaus Berliner Bogen, Hamburg (fertiggestellt 2001)
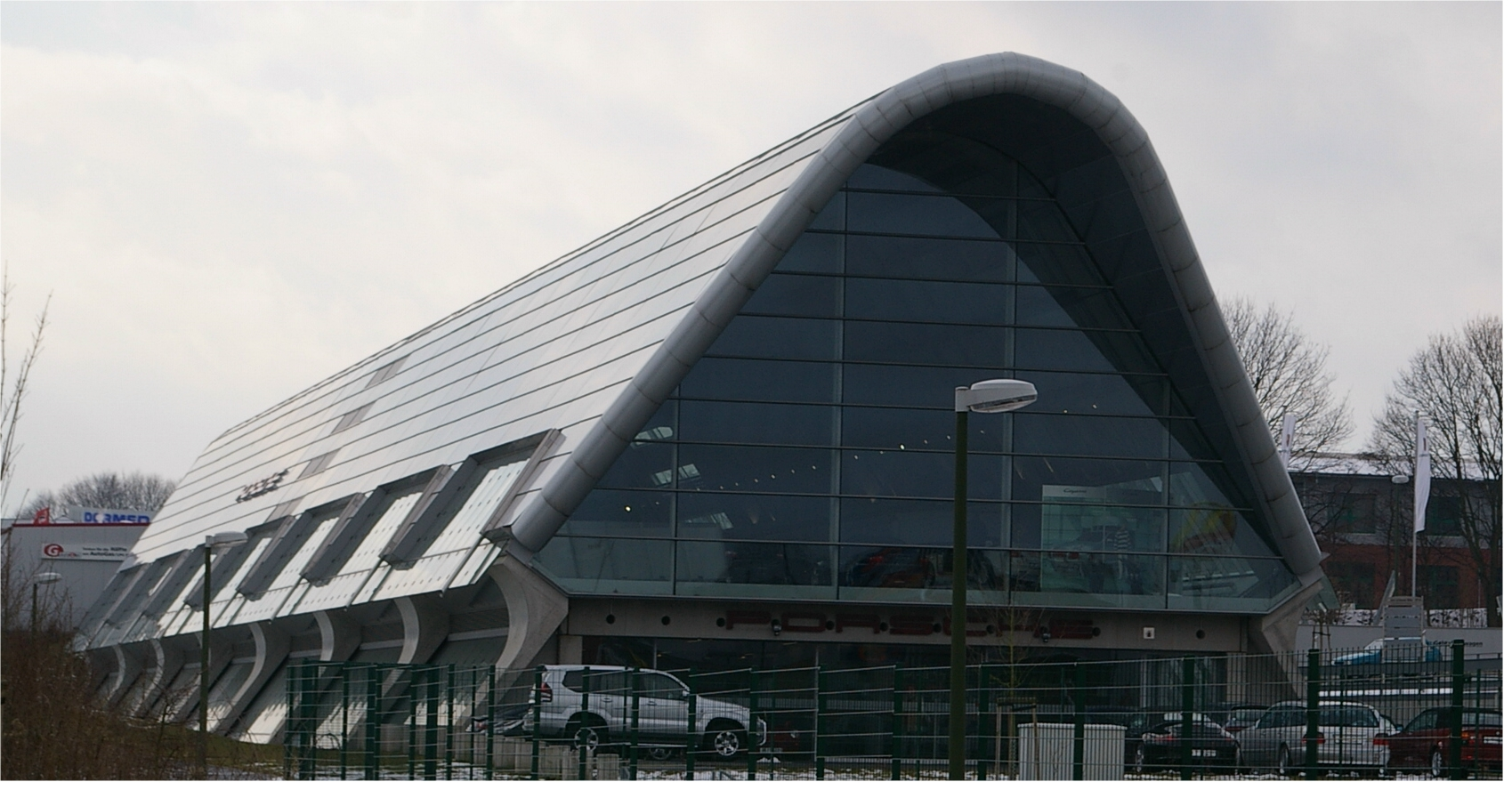
Porsche-Niederlassung Dortmund-Flughafen als Nurdach-Konstruktion (fertiggestellt 2003)
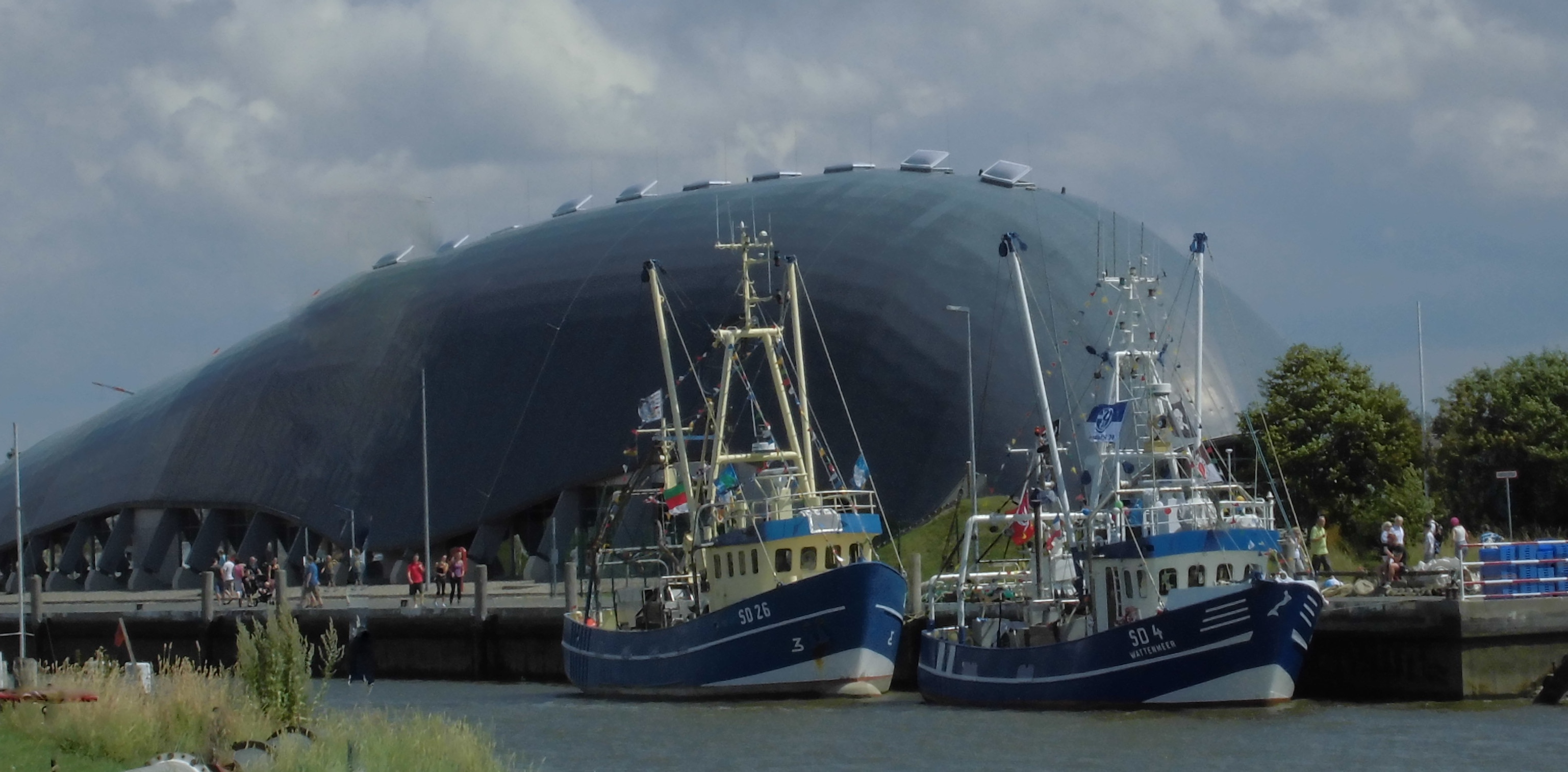
Walgebäude am Hafen Friedrichskoog (fertiggestellt 2008)
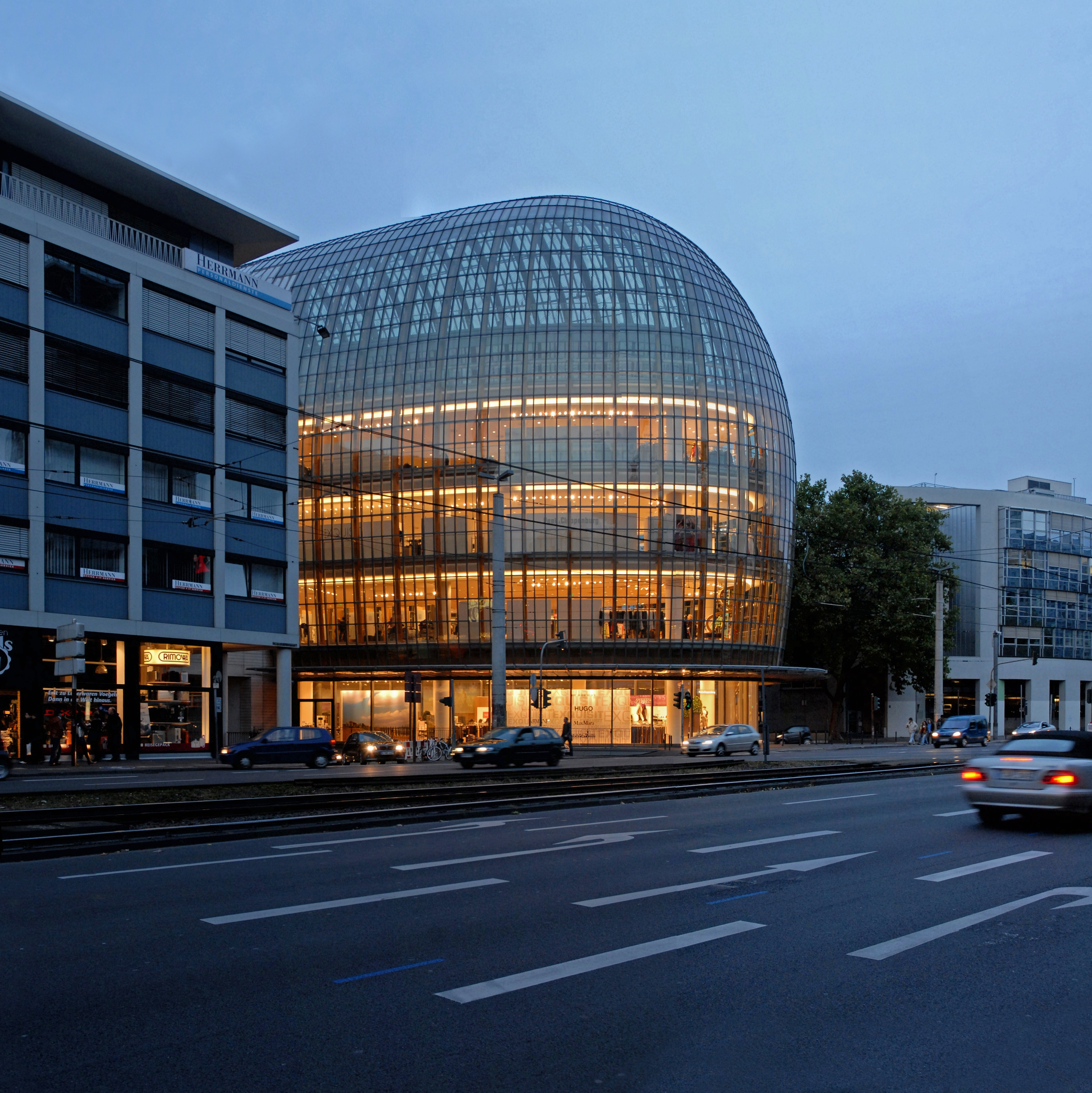
Die Dachkonstruktion des Kölner Weltstadthauses reicht über die gesamte Fassade (fertiggestellt 2005).
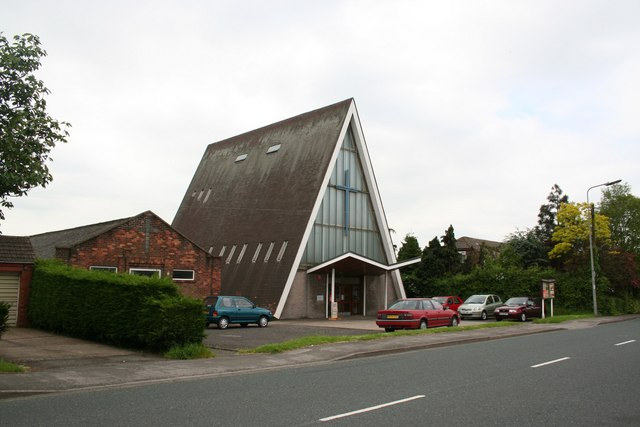
Yaddlethorpe Methodist Church in England

## Finnhütte

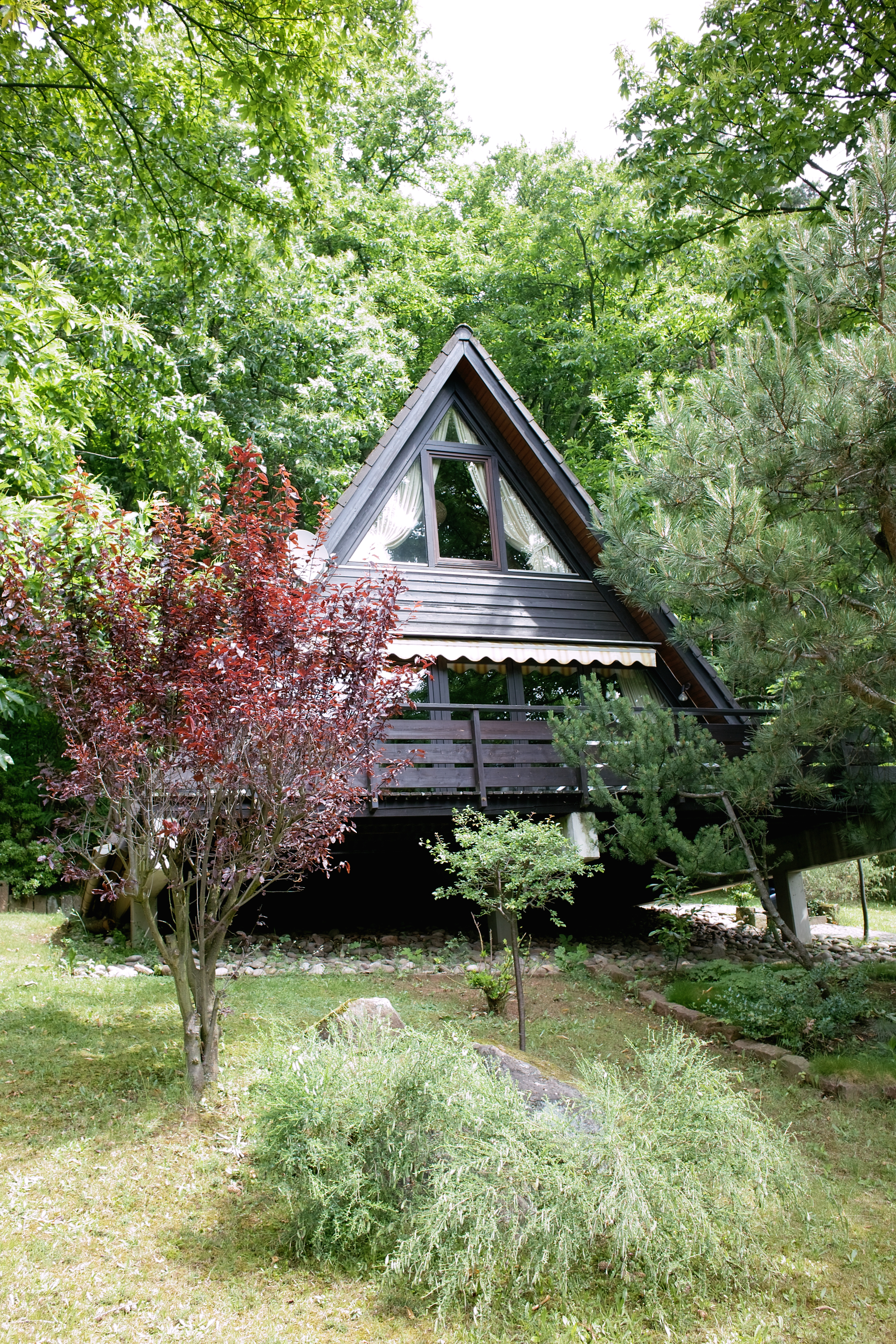
Finnhütte, ein Nurdach-Ferienhaus (Leinsweiler in der Pfalz)

Als Finnhütte, Finnhaus, A-Haus oder auch Nurdach-Ferienhaus bezeichnet man ein Holzhaus mit spitzem Satteldach, das bis zum Boden reicht und damit zwei Wände erspart.
Finnhütten eignen sich für Wohnzwecke (auch zweigeschossig), aber auch als teilweise offene Zweckbauten (Wanderrasthütte, Bushaltestelle, Schuppen). Die Bezeichnung geht darauf zurück, dass Häuser dieses Typs zuerst vornehmlich in Fennoskandinavien verbreitet waren, sie sind aber in Skandinavien selbst nicht mehr sehr gebräuchlich. Auch die Bezeichnung Finnlandhaus wurde früher genutzt.
In Deutschland ist die Bauart mit dieser Bezeichnung vor allem im Osten häufiger anzutreffen (ehemalige DDR), wo dieser Haustyp als Garten- und Ferienhaus beliebt wurde. Sie sind daher an der Ostseeküste und im Seenland von Mecklenburg-Vorpommern, im Harz, im Thüringer Wald und im Erzgebirge, aber auch im ostdeutschen Flachland sowie in ostmitteleuropäischen Gebirgen (Tschechien, Slowakei, Rumänien) zu finden.
Im Altbundesgebiet ist dieser Haustyp seltener. Jedoch entstand bereits in den 1960er Jahren im Nordseeheilbad Friedrichskoog-Spitze, Dithmarschen eine Ferienhaussiedlung mit Nurdachhäusern. Auch auf der Schwäbischen Alb (Bartholomä) sind sie zu finden. Die im Jahr 1972 im Ostseebad Damp von DDR-Handwerkern gezimmerten Finnhütten werden dort Zeltdachhäuser genannt, haben aber ebenfalls ein zweiflächiges Satteldach (Zeltdach bezeichnet im Bauwesen einen vierflächigen Dachtyp).

## Bauernhäuser auf Madeira

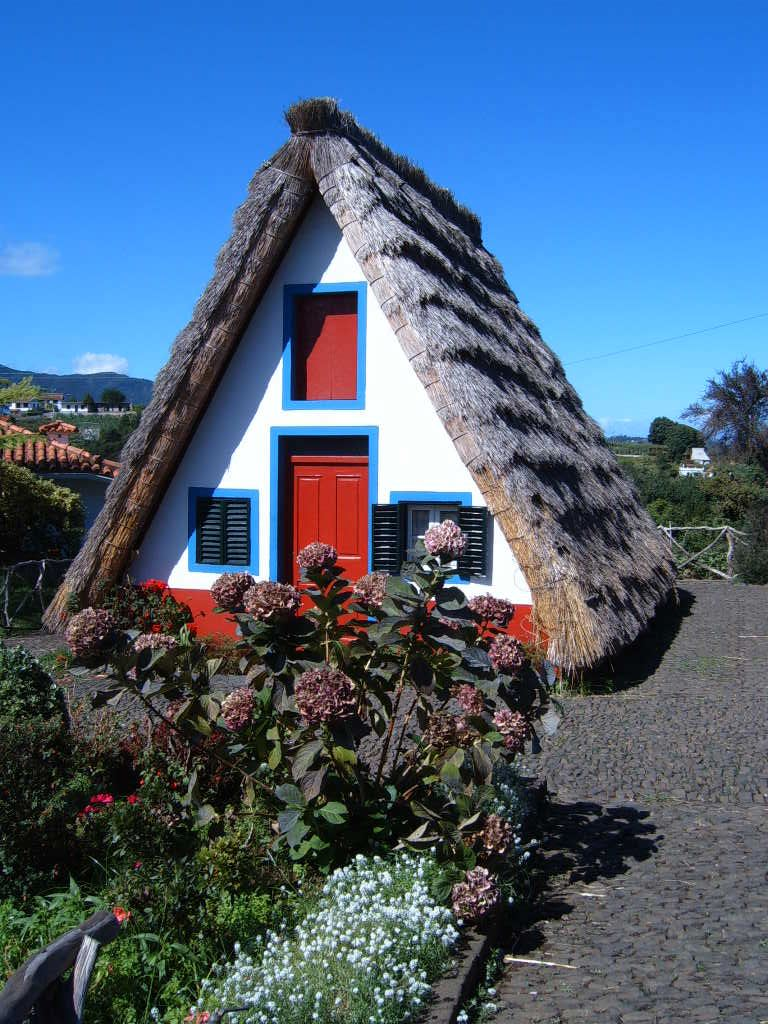
Nurdachhaus in Santana auf Madeira

Den Finnhütten ähnliche, jedoch traditionell mit Stroh gedeckte Häuser mit bis zum Boden reichenden Satteldächern findet man auf Madeira, besonders in Santana im Norden der Insel.

## Pyramidenformen
Pyramidenformen können auch als Nurdachhäuser klassifiziert werden; sicherlich trifft dies auf die von Ieoh Ming Pei entworfene Eingangspyramide im Innenhof des Louvre in Paris zu, wo die Glaspyramide Dachfunktion hat. Sie ist sogar im mehrfachen Sinn „nur Dach“: sie hat bautechnisch betrachtet keine andere Funktion (außer der Kunst und der Markierung des Startpunktes der „Großen Achse“), und sie hat auch keinen Giebel.